# Estação Tcherkisovskaia
Tcherkisovskaia (em russo:  Черкизовская) é uma das estações da linha Socolhnitcheskaia (Linha 1) do Metro de Moscovo, na Rússia. Estação «Tcherkisovskaia» está localizada entre as estações «Preobrajenskaia Ploshchad» e «Ulitsa Podbelhskogo».